# Восточная объездная автомобильная дорога
Восточная объездная автомобильная дорога — бессветофорная автомобильная дорога в Алма-Ате, проходящая от проспекта Аль-Фараби до Кульджинского тракта вдоль Кок-Тобе, построенная с 2006 по 2011 годы. Общая протяжённость составляет 7,4 километра. Ширина автодороги составляет шесть полос. Находится в Медеуском районе города. Является частью Малого транспортного кольца Алма-Аты.

## История
В начале 2000-х годов Алма-Ата столкнулась с проблемой резкого роста количества автомобильного транспорта на дорогах города. Кроме этого большой проблемой для южной столицы стал транзитный транспорт, который проходил через центр города, преимущественно по проспекту Райымбека. Также на месте закрытых заводов и фабрик в центре города началась точечная застройка.
В 2006 году было принято решение о строительстве Восточной объездной автомобильной дороги и объединения проспекта Аль-Фараби, улицы Саина, проспекта Рыскулова, Кульджинского тракта и ВОАД в Малое транспортное кольцо.
В 2010 году был построен первый участок Восточной объездной дороги, протяжённость 5,6 км до улицы Балтабаевской. В рамках строительства был построен мост через реку Жарбулак и тоннель под Горной улицей для сопряжения с проспектом Аль-Фараби.
В 2011 году она была завершена, дойдя до улицы Халиуллина. Таким образом, Малое транспортное кольцо было замкнуто. В дальнейшем продолжилось строительство транспортных развязок для обеспечения скоростного движения.
В 2013 году была открыта транспортная развязка с улицей Халиуллина и Талгарским трактом. Восточная объездная дорога соединяется с Кульджинским трактом по эстакаде над сопряжением улицы Халиуллина и Талгарского тракта.
В 2016 году улица Толе би была продлена в восточном направлении до Восточной объездной дороги со строительством на ней транспортной развязки.